# المشاركة العربية في الألعاب الأولمبية الصيفية 1980
هذه القائمة مخصصة لتوثيق مشاركة الدول العربية في الألعاب الأولمبية الصيفية 1980، حيث شارك 283 رياضياً ورياضية من قرابة 5,179 في هذه الدورة من الألعاب الأولمبية الصيفية التي أُقيمت في موسكو. شهدت مشاركة الأردن لأول مرة.
اتّسمت هذه الدورة بمقاطعتها من قبل 65 دولة (بما في ذلك الولايات المتحدة بعد غزو أفغانستان من قِبَل الاتحاد السوفيتي عام 1979)، من بينها 9 دول عربية، هي: مصر والمغرب وتونس والسعودية والبحرين والإمارات وقطر والسودان والصومال.

## أصحاب الميداليات
| الميدالية | الاسم     | الرياضة  | المُسابقة                                 | التاريخ  |
| --------- | --------- | -------- | ---------------------------------------- | -------- |
| برونزية   | حسن بشارة | المصارعة | المصارعة اليونانية الرومانية فوق 100 كلغ | 24 يوليو |

## مراكز الدول العربية
| الترتيب | منتخب   | ذهبية | فضية | برونزية | المجموع |
| ------- | ------- | ----- | ---- | ------- | ------- |
| 35      | لبنان   | 0     | 0    | 1       | 1       |
| المجموع | المجموع | 0     | 0    | 1       | 1       |

## المشاركون
كان عدد الرياضيين العرب المشاركين في الألعاب الأولمبية لسنة 1980 كالاَتي:
- سوريا (69)
- الجزائر (59)
- الكويت (58)
- العراق (44)
- ليبيا (32)
- لبنان (17)
- الأردن (4)